# Beernem
Beernem é um município rural belga da província de Flandres Ocidental, localizada a sudeste de Bruges. O município é constituído pelas vilas de Beernem e ainda pelas de  Oedelem e Sint-Joris. Em 1 de janeiro de 2006, o município tinha uma população de 14 642 habitantes. O município tinha uma área de  71,68 km² e uma densidade populacional de 204 habitantes por km².

## Divisão administrativa
O município eencontra-se dividido em três unidades administrativas:
| #   | Nome       | Superfície | População (2006) |
| --- | ---------- | ---------- | ---------------- |
| I   | Beernem    | 27,91      | 7.051            |
| II  | Oedelem    | 37,31      | 5.798            |
| III | Sint-Joris | 6,45       | 1.794            |

Fonte: Website Beernem http://www.beernem.be